# Blooming onion

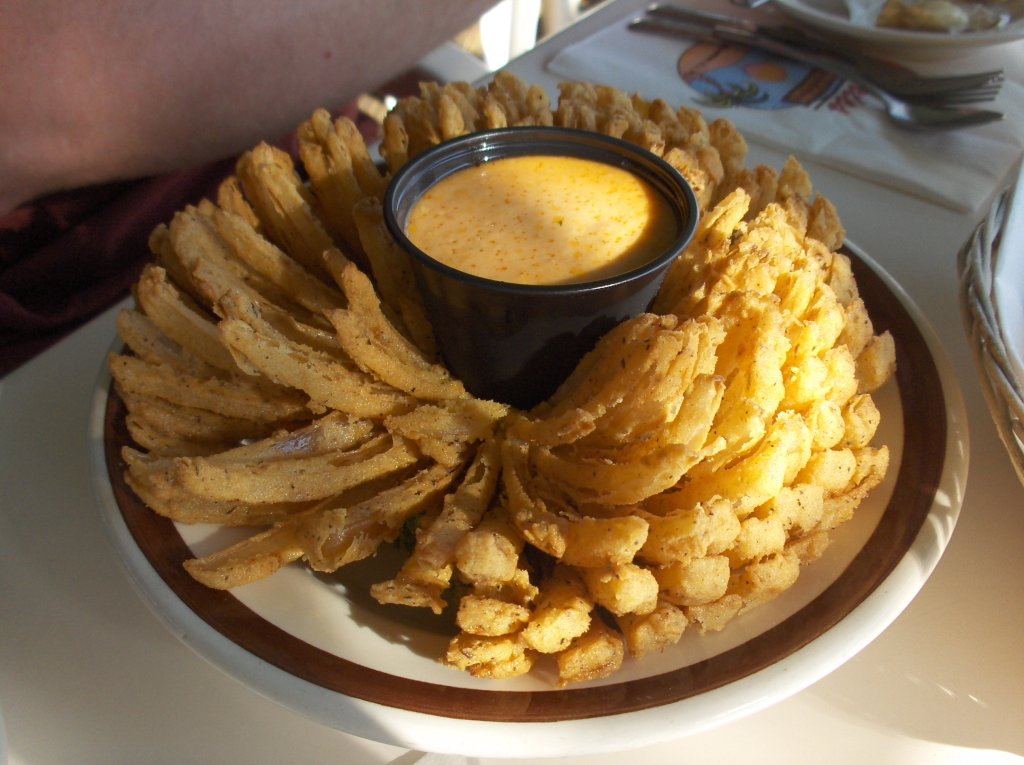
Blooming onion servita con salsa.

La blooming onion (letteralmente "cipolla sbocciata") è un piatto della cucina statunitense servito come antipasto in alcuni ristoranti. Consiste in una grande cipolla tagliata a mo' di fiore di loto, immersa in pastella, impanata e fritta. 
Il piatto divenne famoso quando comparve nei menu della catena di ristoranti Outback Steakhouse nel 1988 in cui viene servito con una salsa.